# پسته کوهی
پسته کوهی یا پسته وحشی یا کلخونگ  یا (ونوشک) (نام علمی: Pistacia terebinthus) گیاهی از تیره پسته‌ایان است.
نتایج برخی پژوهش‌ها نشان داده که افشره پسته کوهی و فلووکسامین به‌تنهایی یا در کاربرد همزمان، در موش‌های تحت استرس بی‌حرکتی، باعث کاهش برخی آسیب‌های ناشی از استرس و افسردگی می‌شوند. افشره پسته‌کوهی در کنار داروی فلووکسامین علاوه بر کاهش افسردگی القاء شده با استرس بی‌حرکتی، باعث بهبود شرایط آنتی‌اکسیدانی در بافت اسبک مغز می‌شوند.

## در ایران
درختی به ارتفاع ۲–۳ متر و خودرو بوده که زیستگاه اصلی آن در استان‌های خراسان رضوی، خراسان جنوبی و شمالی، کرمان، بلوچستان، خوزستان، کهگیلویه و بویراحمد چهار محال و بختیاری، کردستان، کرمانشاه و ایلام است ولی در دیگر نقاط کشور به‌طور پراکنده یافت می‌شود.
از میوهٔ آن بیشتر در تهیه ترشیجات استفاده می‌شود اما حالت خشک‌شدهٔ آن دارای مغزی به شکل و طعم پسته بوده و به کردی آن را وهنوشک و قسقوان و در خراسان بنه می‌گویند. در زبان کردی به آن گُنوشک می‌گویند در لری و لکی نیز به آن قولنگ یا کولنگ و در زبان بختیاری به نوع پوست‌دار نرم آن کلخونگ و به نوع پوست‌سخت آن بن می‌گویند. در کرمان به آن بنه می‌گویند و غذای محلی کرمانی هم محسوب می‌شود.